# История Туркменистана
Исто́рия Туркме́ниста̀на (туркм. Türkmenistanyň taryhy) — прошлое территории этой страны и туркменского народа.

## Древнейшая история
Между сёлами Янгаджа и Кара-Тенгир в западном Туркменистане найдены обработанные кремни архаического облика, каменные орудия мустьерских и позднепалеолитических типов. В 1949 году археологическую разведку производил Алексей Окладников, им в 1950-е годы сделаны первые находки. Часть находок орудий и ручные рубила датируются концом ашельского времени. Среди орудий здесь имеются рубила и остроконечники. Некоторые находки принадлежат нижнепалеолитическому (домустьерскому) времени. Мастерская у Янгаджи является крупной стоянкой верхнего палеолита.
Согласно Вадиму Ранову: «Мастерская у Янгаджи и некоторые отдельные находки в Южном Таджикистане вместе с известной пещерой Кара-Камар у Айбака (Афганистан) могут быть объединены в одну группу, которую можно назвать каракамарским вариантом верхнего палеолита Средней Азии. В основном характеризуется наличием нуклевидных скребков „высокой формы“, грубопризматическими нуклеусами, пластинами крупных размеров. Находит аналогии в III—IV фазе верхнего палеолита Ближнего Востока».
Учёные предполагают, что в доисторические времена территория Туркменистана была населена неандертальцами, поскольку обнаружены следы их пребывания в близи селения Магданлы (Лебапский велаят). Стоянка Томчи-Су датируется средним плейстоценом.
На территории Туркменистана обнаружены мезолитические стоянки Кайлю и пещерная стоянка Джебел (близ г. Балканабад), носители которой в VI тыс. до н. э. мигрировали на Волгу. Геометрические микролиты и микроскребки доминировали на стоянках Дам-Дам-Чешме 1, Дам-Дам-Чешме 2, Джебел. Эти народы уже владели техникой изготовления примитивной керамики и по-прежнему пользовались каменными орудиями. Антропологически они принадлежали к древнеуральской расе. Ряд показателей сближают стоянку Джебел с кельтиминарской культурой, которую обычно ассоциируют с предками финно-угров. К кельтеминарской культуре относится неолитический могильник Тумек-Кичиджик в Северном Туркменистане. В пещере Джебел кроме слоёв эпохи мезолита нашли также памятники эпохи неолита и начала бронзового века.
Классический Неолит представлен земледельческой джейтунской культурой (VI—V тыс. до н. э., названной по поселению Джейтун), которые представляли собой периферию Ближневосточного археологического комплекса. Согласно данным современной лингвистики, носители этой культуры говорили на сино-кавказских языках, из чего строится гипотеза, что именно они могли принести неолитическую культуру в Китай (Яншао). К энеолиту относятся палеоантропологические останки из Геоксюр в правобережье Теджена и Карадепе в Центральном Копетдаге, к неолиту — из Чагыллы-Депе, Чакмаклыдепе и Монжуклыдепе в низовьях Теджена, Овадандепе в Ахалском велаяте, Хапуздепе в правобережье Теджена, Сазаган.

## Древняя история
Самая ранняя культура неолита Средней Азии — джейтунская культура, которая начала распространяться в Южном Туркменистане и Северо-Восточном Иране около 6000 года до н. э.
В конце 6-го — начале 5-го тысячелетия до нашей эры джейтунскую культуру сменила культура Анау, носители которой представляли новую волну выходцев из Ирана, которые уже освоили меднолитейное дело. Синхронно с культурой Анау в 5-м тысячелетии до н. э. зарождается поселение Намазга-Тепе, на основе которого формируется Маргианская цивилизация (Гонур-депе), входящая в круг дравидских культур Среднего Востока (Хараппская цивилизация, Элам).
У образца DA381 (5350—5150 л. н.) из Туркменистана определили Y-хромосомную гаплогруппу J2a1-YSC0000253
Один из несохранившихся древнейших протогородов Центральной Азии, возник 4500 лет назад на территории современной Туркмении — Гонур-Депе (в переводе с туркменского — "коричневый холм"). Это городище бронзового века (XXV век до н. э.). Находится на юго-востоке Туркменистана, в Марыйском оазисе, на невысоком холме правого берега русла Мургаба. Гонур-депе был самым крупным поселением в Маргиане и общерегиональным зороастрийским центром. Это был столичный город, со своим дворцом и несколькими храмами, способными конкурировать с сооружениями Ассирии и Вавилона. Судя по разным источникам, площадь древнего городища колеблется от 20 до 50 га. Храмовый город просуществовал до конца XVI века до н. э. Его центральную часть составляет кремль с дворцом в центре, который окружён стенами с прямоугольными башнями. Вне этих стен с востока выстроен наиболее ранний из известных Храмов огня. С других фасов кремля сооружены Храм жертвоприношений (запад и юг) и Комплекс общественных трапез (север). Храмы обнесены вторым рядом монументальных стен, усиленных также прямоугольными башнями. В 2009 году были найдены ещё 3 царские могилы. В каждой из гробниц, не раз ограбленной в древности, удалось найти прекрасные образцы искусства, богатые золотые клады, а самое ценное — сохранившиеся фрагменты декоративного убранства передних фасадов гробниц мозаичные панно с сюжетными композициями. Эти мозаики, выполненные в технике, сочетающей живопись по штукатурке с каменными мозаичными вставками, на сегодняшний день являются самыми ранними сюжетными мозаичными картинами в мире. В Гонур-Депе найдены глиняные и керамические сосуды, золотые и серебряные украшения, цилиндрические печати из Месопотамии и квадратная печать из Хараппы. 3 генома из Гонура имели много общего с генетическим материалом женщины из Ракхигархи (Индия) и 8 геномами из Шахри-Сухте (Иран). Ни у одного из этих образцов не было свидетельств о происхождении, связанном с «анатолийскими земледельцами». У образца I10409 (хараппский мигрант) определили Y-хромосомную гаплогруппу H1a1d2-Z4361, в настоящее время распространённую в основном в Южной Индии
Предположительно около 6000 лет назад в оазисе Ахал-Теке выведена верховая порода лошадей, которая получила название ахалтеки́нская лошадь или ахалтеки́нец (туркм. Ahal-teke aty), отличающаюся исключительной красотой. Наряду с арабской, относится к числу чистокровных пород и является эталонной верховой лошадью. На протяжении 5000 лет не имела скрещиваний с другими породами.
Во 2-м тысячелетии до н. э. территорию Туркменистана заселяют арийские племена андроновской культуры, причём первой волной завоевателей считаются носители дардских языков. Исследователи предполагают, что в IX—VII веках до н. э. здесь (а также на сопредельной территории северного Афганистана) сложился описанный в Авесте протоиранский союз Арьйошайана, который был отчасти разгромлен, отчасти оттеснён к югу турано-массагетскими кочевниками.

## Бактрийско-Маргианская цивилизация
Бактрийско-Маргианский археологический комплекс — одна из цивилизаций бронзового века, которая существовала на территории восточного Туркменистана, южного Узбекистана, северного Афганистана и западного Таджикистана с XXIII по XVIII вв. до н. э. — в одно время с Индской цивилизацией в Пакистане и Древневавилонским царством в Месопотамии. С тезисом о существовании такой цивилизации выступил в 1976 году советский археолог Виктор Сарианиди. По его мнению, основными центрами цивилизации были Гонур-Депе, Намазга-Тепе и Алтын-Депе в современном Туркменистане. Не исключено, что ядро цивилизации было расположено на территории Афганистана, либо Белуджистана, вследствие политической нестабильности недоступное ныне для археологических исследований. В связи с этим название археологической культуры в научных публикациях колеблется — среди прочих предлагаются термины «оксианская цивилизация», «цивилизация оазисов» и «бактрийско-маргианская культура».
Алтын-Депе — городище бронзового века (2300—1900 годы до н. э.), обнаруженное на юго-западе Туркменистана. Город возник на основе местной земледельческой общины. Он был обнесён крепостной стеной из кирпича-сырца. В центре поселения находился храм-зиккурат шумерского вида с изображением головы быка. Артефакты (изделия из слоновой кости, печати, фаянсовые бусы) свидетельствуют о тесных связях поселенцев с носителями Хараппской цивилизации. Глиняные статуэтки свидетельствуют о существовании колёсного транспорта. При раскопках Алтын-Депе обнаружены знаки, напоминающие протоэламскую и протошумерскую пиктографию, а также хараппскую письменность. Культура поселения приходила в упадок без следов внешнего воздействия. В III тысячелетии до н. э. в двух центрах раннегородской цивилизации на юге Средней Азии — Алтын-Депе и Намазга-Тепе — проживало от 5000 до 10 000 человек.
О глубинных истоках туркменского ковроделия свидетельствуют образцы расписной керамики IV—III тысячелетий до н. э. из Геоксюра, Алтын-депе, Намазга-депе, Улуг-депе, Кара-депе, Ак-депе под Ашхабадом и других памятников эпохи энеолита и ранней бронзы. На это впервые обратила внимание крупнейший исследователь среднеазиатских ковров, этнограф В. Г. Мошкова. Именно туркменские ковры, по словам археолога В. И. Сарианиди, обнаруживают большое сходство в своих орнаментах с рисунками архаичной местной керамики и вместе с тем отличаются от ковров персидских и кавказских. Сами остатки тканных изделий в жарком климате Туркменистана сохранится столь долго не могли, но в погребальных камерах Алтын-депе, в могильниках Сумбарской долины (Пархай) найдены отпечатки циновок, сплетенных из разноцветных нитей. Наконец, как отмечает археолог Л. Б. Кирчо, бесспорные свидетельства ткачества — грузики для ткацкого станка — представлены на всех ступенях развития древнеземледельческих культур Южного Туркменистана.

## Древний Хорезм
Древние хорезмийцы (хорасмии) до VI века до н.э. возглавляли конфедерацию сако-массагетских племен, наиболее развитые центры которой находились на территории Мервского и Тедженского оазисов Туркменистана. Согласно И. В. Пьянкову, в VIII веке до нашей эры племена хорасмиев, обитавшие в области Туркмено-Хорасанских гор и Тедженского оазиса Туркменистана, прибыли в низовья Амударьи и смешались с коренным населением . Гекатей Милетский отмечает, что название Хорезм упоминается в доахеменидский период.
В период раннего железного века (VII—IV вв. до н. э.), в северном Туркменистане (Присарыкамышская дельта Амударьи), возникает Куюсайская культура, которая в симбиозе с сако-массагетскими традициями Сакар-Чага (Дашогузский велаят Туркменистана) и при участии южно-туркменской культуры Яз-Депе и архаичный Дехистан (западный Туркменистан), создаёт культуру древнего Хорезма. Также, Куюсайская культура на рубеже VII-VI вв. сформировала древнейшую государственность Хорезма со столицей в г. Кюзелигыр на севере Туркменистана. Столицей Хорезма в античный период (V-IV вв. до н.э.) был город Калалыгыр, чьи городища также находятся на территоии современного Дашогузского велаята Туркменистана. Калалыгыр был крупнейшим центром античного Хорезма, в котором территория крепости Калалыгыр-1 достигала 70 гектаров. Исследователи полагают, что постройка колоссальной крепости Калалыгыр-1, возникшей в конце V или в самом начале IV в. до н. э., была начата ещё в период господства в Хорезме династии Ахеменидов. Попытка возведения крепости могла входить в систему мероприятий Ахеменидов, отраженных в известном рассказе Геродота об ирригационной политике ахеменидских царей. Архитектура дворца Калалыгыра 1 отличалась совершенством, при этом она придала первоначальный импульс развитию хорезмийского зодчества. Другая крепость, Калалыгыр-2 располагалась в 10 км западнее Калалыгыр-1, и была одним из культовых центром древнего Хорезма. Памятник датируется серединой IV — началом II веков до н. э. Этот древний культовый центр северного Туркменистана был заброшен после тотального разгрома крепости, сопровождавшегося большим пожаром, следы которого заметны не только на стенах, но и на всем археологическом инвентаре.
Представители основавшую хорезмскую государственность Куюсайской культуры относились к долихокефальному антропологическому типу, известному с археологических памятников бронзового века в Южном Туркменистане. Единственным современным народом Средней Азии, относящимся к долихокефальному типу куюсайцев, являются туркмены, что делает их прямыми потомками древних хорезмийцев, а также других массагетских племен. 
Древний период в истории Хорезма характеризуется централизацией государства и созданием крупных ирригационных систем в северном Туркменистане, а культура страны приобретает четкие урбанистические черты. Также, в древнем Хорезме большое развитие получают ремесла, а также монументальное строительство, в рамках которого было построено множество хорезмских городов (крепостей) Туркменистана, таких как Айбугир-кала, Акчагелин, Гяур-кала, Джигербент, Диярбекир, Замахшар, Канга-кала, Капарас, Кырк-молла, Куюсай-кала, Мангыр-кала, Садвар, Шахсенем, Шемаха-кала и другие.

## В составе империи Ахеменидов
В середине VI века до н. э. территория современного Туркменистана, включая Хорезм была завоевана Киром Вторым и включена в состав империи Ахеменидов. Кир назначил своего сына Таноксиарка наместником Хорезма, Бактрии и Парфии. Хорезм упоминается в Бехистунской надписи Дария I. Геродот в «Истории» сообщает, что Хорезм входил в 16-ю сатрапию персидской империи, а также о том, что хорезмийцы принимали участие в походе Ксеркса 480 года до н. э. на Грецию. Столичные города Хорезма данного периода также находились на территории Туркменистана.
В VI — IV вв. до н. э. здесь создается сатрапия Маргиана (с центром в городе Мерв), входящая в состав государства Ахеминидов. После завоевания главных оседлых оазисов Средней Азии персы непосредственно столкнулись со второй военно-политической силой — союзом кочевых племен. Во главе этого союза стояла женщина — Томирис, а сами племена по одной из версий, повествующих об этих событиях, именовались массагетами. У массагетов имелась и тяжёлая конница, причём бронзовые панцири надевали и на боевых коней. Армия Кира II переправилась в 530 году до н. э. через большую реку, скорее всего через Амударью, и здесь первоначально персам удалось заманить в ловушку и уничтожить часть войска противника. Однако затем отряды Томирис после жестокой схватки наголову разгромили врага, погиб и сам Кир II. Сохранился даже рассказ о том, что предводительница кочевников велела отрубить мертвому Киру II голову и погрузить её в мех, наполненный кровью, чтобы насытить ею кровожадного врага.
Преданно отстаивая своё право на свободу, местное население явилось прекрасным примером мужества и героизма. Об этом времени рассказывает в своей исторической работе античный писатель Полиэн. Он рассказал историю о подвиге пастуха по имени Ширак из племени саков. Он взял на себя смелость вывести тайными путями персидский отряд царя Дария I в тыл восставших соплеменников. В течение многих дней отважный пастух вел отряд по пустыне, заводя их все дальше и дальше с той целью их уничтожения. После недельного путешествия, умирая от жажды и жары, персы догадались об истинном замысле пастуха. Они угрожали его убить, если он не выведет их обратно, но для Ширака обратного пути не существовало. Враги убили его. Однако это не спасло их от гибели, лишь малая часть персов добралась домой.
Против власти Дария восстало население Маргиана. Лидером маргианского мятежа был некий Фрада, который, возможно, был сатрапом Маргианы. Так как Маргиана была не самой значительной частью империи Ахеменидов, никаких действий сразу не было предпринято. Однако в конце весны 521 года до н. э. мидяне были побеждены. Тогда сатрап Бактрии Дадаршиш выдвинулся против мятежников, которым он нанес поражение 28 декабря 521 года до н. э.

Вот, что сказано о восстании Фрады в Бехистунской надписи, высеченной по приказу Дария:
«Говорит Дарий-царь: Страна, называемая Маргианой, отложилась от меня. Один человек, по имени Фрада, маргиаш, был провозглашен ими правителем. Тогда я послал к персу Дадаршишу, моему подчиненному, сатрапу в Бактрии, [и] так ему сказал: „Иди [и] разбей войско, которое не признает меня“. Дадаршиш войском двинулся [и] дал бой маргианам. Ахурамазда мне помог! По воле Ахурамазды войско мое разбило мятежное войско наголову. Это было в 23-й день месяца ассиядия, произошло сражение. После этого страна стала моей.»
Согласно арамейскому варианту текста 55 423 маргианца было убито, а взято в плен 6972.

## Парфия
Одним из первых государств, центр которого находился на территории Туркменистана, была Парфия со столицей в городе Ниса. Другим важным центром страны в то время стал Мерв. Ядро Парфянского государства составило сакское племя парнов, кочевавшее на территории Туркменистана. Воспользовавшись ослаблением государства Селевкидов, они сначала подчинили своему влиянию сопредельные территории Гиркании и Хорасана, а затем и всю Персию, Месопотамию, Армению и Бактрию. Парфянское царство возникло было основано 250 года до н. э. племенами дахов-парнов, обитавших в прикаспийских степях, подняли восстание под предводительством двух братьев — Арсака и Тиридата. Они захватили власть в Парфиене, сделав Нису (Александрополь) своей столицей. Так были заложены основы великого Парфянского государства. В период расцвета (середина I в. до н. э.) царство подчинило своей власти и политическому влиянию обширные области от Месопотамии до границ Индии. Просуществовало почти 470 лет и прекратило существование в 220-е годы н. э.

В произведении древнеримского историка Юстина «Эпитома сочинения Помпея Трога „История Филиппа“» приводится указание, что Парфянское царство основали скифы, а известный советский и российский историк и этнолог Л. Н. Гумилёв указывает на то, что предками туркмен были парфяне:
«Особое происхождение у туркменов. Они в древности были известны как парфяне, которые в 250 г. до н. э. выгнали македонцев из Ирана, захватили его целиком, но с персами не слились, составили слой, близкий к феодальным аристократам. А персы были дехканами и составляли пехоту.»
Разросся античный город Новая Ниса (площадью около 18 га) с жилищами рабовладельческой знати и храмом. При Митридате I (174—136 гг. до н. э.) на месте Старой Нисы была воздвигнута царская крепость Митридаткерт (площадью около 14 га) с 43 башнями. С точки зрения античной техники крепость являла собой неприступную твердыню. В II—I вв., в пору расцвета Парфянской империи, столица была перенесена в Малую Азию, но государи сохранили особое отношение к Нисе. Здесь находились могилы членов Арсакидской династии.
Старая Ниса — обособленная царская крепость на возвышенности, носила имя Митридаткерт («крепость Митридата»), основана Митридатом I или Митридатом II во II веке до н. э. До I века н. э. служила местом погребения парфянских царей, пока на престол не взошла младшая ветвь Аршакидов и царской усыпальницей стала Арбела. Площадь городища 17 гектаров, в ней находятся несколько сооружений:
- «Квадратный дом» — сооружение, служившее царской сокровищницей, было построено в II—I веках до н. э. Представляло собой здание с центральным открытым двором, вокруг которого находилось 12 комнат с глинобитной скамьёй в каждом помещении. Здание украшали фризы с изображением как эллинистического происхождения — изображения Геракла и львиных морд, так и местного — типичное для Аршакидов изображение колчана со стрелами. Самые известные из находок в «доме» — так называемая «статуя Родогуны»[53], «статуя восточной богини»[54] и многочисленные декорированные ритоны[55], находки выставляются в Главном музее Туркменистана.

- «Квадратный зал» — парадное помещение царской резиденции, перестроенное в I—II веках н. э. из более древнего сооружения. Размеры зала — 20 на 20 метров, сооружён на двухметровой платформе из сырого кирпича, высота стен 10 метров, а толщина 3 метра. Внутри храм был украшен глиняными статуями и многоцветной росписью стен. Предположительно весь этот комплекс служил храмом огня.
- «Круглый храм» — круглое сооружение диаметром 17 метров, внутреннее убранство было оформлено в два яруса: первый был облицован гладким белым ганчем, второй ярус членился небольшими колоннами, между которыми в нишах стояли глиняные статуи.

Мервский оазис был заселён уже в эпоху Маргианской цивилизации (конец 3-го — начало 2-го тыс. до н. э.). В клинописных текстах упоминается как Маргу, откуда происходит название окружающей области. На рубеже нашей эры Мерв — один из главных городских центров Парфии с площадью в 60 км² и несколькими кольцами стен. В III в. н. э. в городе появляются первые христиане. Здесь формируется могущественная Мервская митрополия. Свидетельством их деятельности является христианский некрополь III—VI веков в окрестностях Старого Мерва, а также сооружение Хароба-Кошук в 18 километрах от Мерва, которое некоторыми исследователями считается руиной христианского храма.

## В раннем средневековье
После падения Парфии южные туркменские земли вновь превращаются в периферию Ирана (Сасаниды). Территории южного Туркменистана в это время были известны как северный Хорасан. В IV веке на территорию Туркмении проникло христианство: в 334 Мерве была учреждена епископская кафедра.
В V—VI вв. часть территории Туркменистана, принадлежащей Сасанидам,  была завоевана кочевыми эфталитами. Согласно точке зрения, которую высказывает Паркер, эфталиты — это «юэбань», последние из которых, по его мнению, были «прототюркским» народом. Аналогичной точки зрения придерживаются исследователи Блоше и советский исследователь С. П. Толстов считал первоначальным ареалом древних эфталитов берега Сырдарьи в связи с описываемым им «общим подъёмом варварских племен в IV веке». Давид Кристиан (D. Christian) также считает эфталитов «прототюркским» народом
После разгрома эфталитов в 560-х годах Сасаниды вновь захватили южный Туркменистан. Однако северная часть современной территории Туркменистана оказалась под влиянием нового государства — Тюркский каганат.
Самое раннее упоминание этнонима «туркмен» появляется в китайской литературе как название страны. Танская энциклопедия Туньдянь (VIII век н. э.) содержит информацию, согласно которой страна под названием Су-де (Suk-tak — Согдак согласно Ф.Хирту, что вероятнее всего соответствует Согду (Согдиане)), которая имела торговые и политические отношения с Империей Тан в V веке н. э., также называется T'ö-kü-Möng (страна туркмен). В согдийских хозяйственных документах первой четверти VIII века также упоминаются туркмены.

## В составе Арабского халифата и Сасанидской империи
В VII веке арабы разгромили государство Сасанидов и принесли на территорию Туркменистана ислам. Возникшее недовольство властью Омеядов привело к восстанию Абу Муслима. В марте 747 года Абу Муслим прибыл в Мервский оазис и за месяц собрал несколько тысяч сторонников, от феодалов до рабов, которым он обещал свободу. 15 июня 747 года Абу Муслим открыто выступил против халифа Марвана II. Показав недюжинный талант военачальника, Абу Муслим зимой овладел Мервом, в течение 748 года взял Нишапур и Тус, а в начале 750 года наголову разбил Омейядов на реке Большой Заб. Аббасидский халиф ас-Саффах позволил ему стать наместником Хорасана, используя помощь Абу Муслима для подавления новых восстаний. В 776—783 гг. население участвовало в антиарабском восстании под руководством хуррамита Хашима ибн Хакима (Муканны). В IX—X вв. в государствах Тахиридов, Саманидов. После арабского завоевания Средней Азии в VII в. обретает вторую жизнь как плацдарм для завоевательных экспедиций на север и восток.
При Аббасидах  город Мерв — один из главных центров книжной учёности, обладавший десятью библиотеками. Город был известен как дом для иммигрантов из арабских стран, а также из Согдианы и других стран Центральной Азии. В период с 813 по 818 год, временное проживание халифа аль-Мамуна в Мерве фактически сделало город столицей всего халифата. Расцвет города начинается при правлении династии Саманидов. Своего наивысшего расцвета Мерв достиг в середине XII века, когда султан Санджар сделал его столицей Сельджукской империи. В это время мегаполис Мерв поражал современников размахом своих построек и огромным населением, которое, по некоторым оценкам, было больше, чем население Константинополя и Багдада. Продолжал оставаться крупнейшим центром Средней Азии и при хорезмшахах.

## Академия Хорезмшаха Мамуна
В 1000 г. (по другим данным в 1004 г.) будущим хорезмшахом Мамуном II в крупнейшем городе левобережного Хорезма Гургандже (современный туркменский город Кёнеургенч) был создан центр для проведения научных изысканий («Академия»), в котором были собраны историки, астрономы, математики, медики.
Хорезмшах Али ибн Мамун вызвал Абу Райхана аль-Бируни из Гургана, а в 1004 году по его приказу основали научную Академию, при этом аль-Бируни стал главой академии. Во время правления Хорезмшаха Мамуна II «Дар-ул-Хикма» («Дом мудрости») приобрел известность, где кроме хорезмийцев работали более ста учёных, правоведов, писателей, религиоведов, приехавших из Бухары, Самарканда, Джанда, Мерва, Нишапура, Балха, Египта, Сирии и других городов.
Среди туркмен Дашогузского велаята Туркменистана сохранилась легенда о том, что Дворец ученых (Академия Мамуна) существовал до начала XIII века и был разрушен только при монгольском нашествии на Хорезм. Согласно этой легенде, в давние времена Хорезмшах решил подарить учёным большой дворец, в котором трудилоь «сорок тысяч мулл» (грамотеев). Однажды, когда на Гургандж напали чужеземцы и уничтожили почти весь город, то «сорок тысяч мулл» обратились с молитвой к Аллаху с просьбой о том, чтобы взор неверных захватчиков не встретился с ликами святых мужей и их учеников. Аллах услышал их молитвы, дворец ученых перевернулся вверх дном и ушёл под землю. С тех пор, место, где существовал дворец именуется «Кыркмолла» («сорок мулл»).

## Сельджукская империя
Первую попытку создания тюркского государства на территории Туркменистана предпринял Алп-тегин, который в X веке основал державу Газневидов.
В первой половине X века огузы проживали в степях Сырдарьи (города Дженд и Янгикент) и в городах Караджук (ныне с. Карачик г. Туркестан), Фараб и Сайрам. Согласно географам Истахри, Ибн-Хавкалу и источнику «Худуд-ал-алем», огузская территория распространялась от Каспийского моря на западе и города Ургенч на юге до Бухары в Мавераннахре и города Сабран на востоке.
Развитие туркменского народа связано с миграцией огузских племен под предводительством Тогрул-бека Сельджукида, который основал собственное государство в 1037. К XI в. сельджуки, которых часто также называли туркменами, установили контроль над территорией Туркменистана, однако череда военных побед позволила создать им обширное государство. В 1055 сельджуки взяли Багдад. Тем не менее центром могучей империи сельджуков продолжала оставаться территория Туркменистана. В результате походов сельджуков отдельные группы туркмен расселились на территории Ближнего Востока. Они не составили там большинства, но позднее создали там ряд государственных образований (Османское государство, Кара-Коюнлу и др.).
С 1038 по 1055 год сельджуки овладели Хорасаном, Хорезмом, Западным Ираном, Азербайджаном и Ираком. Аббасидский халиф аль-Каим вынужден был признать Тогрул-бека (1038—1063) султаном и «царем Востока и Запада». Сельджукский султан считался наместником халифа, а сам халиф сохранял за собой только номинальный суверенитет и духовный авторитет. Столицей государства Тогрул-бека был город Рей.
При Алп-Арслане (1063—1072) и Мелик-шахе I (1072—1092) сельджуки завоевали Армению, почти всю Малую Азию, а затем — Сирию и Палестину. После овладения Грузии, Ширвана и Мавераннахра их правители стали вассалами сельджукских султанов. Наибольшего военно-политического могущества Великая Сельджукская империя достигла при Мелик-шахе.
С конца XI века Сельджукская империя стала клониться к упадку. Основной причиной упадка стали: первый крестовый поход, из-за которого империя утратила Грузию, Ширван, прибрежные части Малой Азии, часть Сирии и Палестину; рост феодальной раздробленности и сепаратистские стремления вассалов. При Тогрул-беке были выделены обширные уделы членам Сельджукского рода, некоторые из которых со временем превратились в фактически самостоятельные султанаты: Керманский, 1041—1187; Сирийский, 1074—1117; Румский, 1077—1307.
Султаны раздавали знати и рядовым воинам военные лены — икта, что давало возможность султану удерживать власть. В конце XI века завершились большие завоевания, приносившие знати новые земли и военную добычу, что привело к изменению политической ситуации в стране. Знать начала стремиться превратить свои владения в юридически наследственные, а свою власть над райятами — в неограниченную; владетели крупных ленов поднимали мятежи, добиваясь независимости (Хорезм в 1-й половине XII века). В сложившейся ситуации султан стал искать для себя опору в иранской чиновной знати, заинтересованной в существовании сильного государственного аппарата и сильной централизованной власти, однако эта попытка возродить староиранскую традицию централистской политики потерпела неудачу.
После смерти Мелик-шаха Великая Сельджукская империя была охвачена междоусобиями; султанский престол последовательно переходил от одного сына Мелик-шаха к другому: Махмуду (1092—1094), Баркияруку (1094—1104), Мелик-шаху II (1104—1105) и Мухаммеду (1105—1118) приходилось бороться не только со знатью, но и с движением исмаилитов. В 1118 году султанат был разделён между сыном Мухаммеда — Махмудом и его дядей — Санджаром: первому достался Иракский султанат (Западный Иран, Ирак и Азербайджан) со столицей в городе Хамадан, второму — Хорасан, Хорезм и Мавераннахр со столицей в городе Мерв.
В этот период Мерв расширился до своих самых больших размеров — арабские и персидские географы называли его «матерью мира», «местом встречи великого и малого», «главным городом Хурасана» и столицей Восточного исламского мира. Письменные источники также свидетельствуют о большой библиотеке и медресе, основанных Низамом аль-Мульком (визирь: 1064—1092), а также о многих других крупных культурных учреждениях. Базар Мерва считался «лучшим из базаров крупнейших городов Ирана и Хурасана» (Herrmann 1999). В XII веке Мерв был одним из крупнейших городов мира. К 1210 году в нём, возможно, проживало до 500 000 человек. Мифологические, легендарные и исторические предания огузов известны под общим названием «Огуз-наме». Сельджукиды впервые при государственной поддержке основали систему медресе на мусульманском Востоке.

Символ льва и солнца возник в тюркской сельджукидской традиции (XII век). Он встречается на монетах тюркской династии Сельджукидов. Это был астрологический и зодиакальный символ.
- Монета сельджукида Кей-Хосрова II, Сивас, AH 638/AD 1240-1
- Сельджукидская монета
- Искусство эпохи сельджуков: кувшин из Герата, датированный 1180-1210 гг. Британский музей
- Секция кувшина для воды, Хабб, XII-XIII вв., Бруклинский музей
- Чаша со сценой интронизации, XII-XIII вв., Бруклинский музей
- Сельджукский плиточный фриз, XI-XII вв.
- Тарелка со сценой охоты из сказки о Бахраме Гуре и Азаде, XII-XIII вв.
- Башня Тогрула, памятник XII в.
- Башни-близнецы Хараган, построенные в 1053 году в Иране, являются местом захоронения принцев сельджуков

## Средневековые города Туркменистана
Города Туркменистана в XI—XII вв. быстро росли и развивались,  при этом наибольшее развитие получил г. Мерв — последняя столица Государства Сельджукидов, ставший, по некоторым данным, крупнейшим городом мира к концу XII в. Мерв эпохи Сельджукидов представлял из себя огромный по средневековым понятиям город с красивой мечетью. Поблизости от мечети позднее был построен мавзолей султана Санджара — одно из лучших произведений среднеазиатского зодчества в средние века. В Мерве было несколько больших базаров, где продавались всевозможные предметы роскоши,-ремесленные изделия,а также хлеб, зерно, овощи. Основой экономики Мерва было высоко развитое ремесло — производство шелка, сукна, высококачественной керамики. Развитие ремесла и отделение его от сельского хозяйства порождало в городе спрос на хлеб и овощи. В Мерве имелись хорошие библиотеки, школы. В северо-западной части города размещался Шахрияр-арк— царский дворец.
Вторым крупным городом Южного Туркменистана была Ниса. Раскопки, произведенные ЮТАКЭ, показали несомненное развитие в Нисе ремесленного производства и торговли и вообще интенсивный рост города. Особенные успехи делает керамическое производство. И глазурованная и неполивная, посуда XI—XII вв. поражает своим качеством и богатством орнаментировки. Не менее изящна тонкостенная  стеклянная посуда, часто из цветного стекла.
Значительный подъем наблюдается и в других городах на территории Туркменистана, в которых растут ремесленные кварталы керамистов, стеклодувов, металлистов, повсюду идет большое строительство, возводятся новые караван-сараи, мечети, минареты. Большой размах строительных работ вызвал усиленное производство кирпича, в том числе жженого.
На территории Туркменистана широко развивались товарно-денежные отношения, в которых актовно участвовало и сельское население. Это видно из значительного распространения технических культур в XII в. и из наличия обломков отличной глазурованной керамики, изготовливаемой в городах, на всех развалинах сельских поселений, в т. ч. и крестьянских сел XI—XII вв. Вероятнее всего в XII в. существовало много местных рынков, тяготевших к городам Дехистана, дргуим городам Туркменистана таким как Так (Шахрислам), Ниса, Абиверд, Мейхене, Серахс, Мерв и др. Типичным небольшим городком - центром сельскохозяйственного округа—был город Мейхене (Мехне) близ современного аула Меана. В нем проуветали такие ремесла как производство стекла, керамики, железных и медных изделий. Также в Мейхенё велась оживленная торговля продуктами сельского хозяйства, к примеру, в одном лишь каравансарае Идрис находилось 40 весов для взвешивания хлеба.
Помимо внутренней торговли между сельскими и городскими районами, а также между оседлыми земледельцами и кочевниками-скотоводами, все больше развитие получила транзитная торговля. Для Хорасана особенное значение получила старая торговая дорога через Амуль и Мерв, Серахс и Нишапур. В XI—XII вв. на этой дороге, являвшийся одним из отрезков Великого шёлкового пути, создаются новые укрепленные каравансараи, рабаты, станции, крытые водохранилища (сардоба). Особенно великолепен был каравансарай между Мервом и Амулем, называемый в настоящее время Акча-Кала. На наиболее трудных участках пути в песках сооружались сигнальные башни. Вся дорога усеяна обломками керамики, стекла и т. п., подтверждающими наличие оживленного движения по этому торговому пути.
Прекращение феодальной анархии при правлении туркменской династии Хорезмшахов способствовало дальнейшему подъему производительных сил, развитию товарного производства, а также внешней и внутренней торговли. Быстро растет г. Кёнеургенч (Гургандж), столица хорезмшахов, который был крупный торговый и ремесленный центр, через который шла торговля Средней Азии с Восточной Европой. Хорезмшахи упорно боролись за овладение торговыми путями на Русь и после длительных войн захватили города Мангышлак и Саксин в северной части побережья Каспийского моря, через которые шли эти пути. Недаром в средние века русские стали называть Каспийское море Хвалисским, т. е. Хорезмским морем. Хорошо развивается сельское хозяйство, ремесло, и внутренняя торговля. Значительный подъем экономики Хорезма подтверждается и данными, полученными в ходе археологических раскопок. Значительно выросла ирригационная сеть по которой воды Амударьи подавалась в более отдаленные районы северо-западного Хорезма, при этом строились строились новые города и крепости. Развалины хорезмских городов и сел усыпаны множеством обломков дорогой посуды, как местной, так и привозной. Значительно улучшаются караванные пути и возводятся новые караван-сараи.
Земледельческая часть Туркменистана в XII в. представляла собой  феодальную страну с хорошо развитым поливным земледелием, большими торгово-ремесленными городами, а также растущей внутренней торговлей в пределах местных рынков. По уровню производительных сил, материальной и духовной культуре, Туркменистан стоял в числе передовых стран мира.

## Хорезмшахская империя династии Ануштегинидов
В X веке туркмены-огузы начинают играть ведущую этническую роль в Хорезме и становятся основным тюркским этносом государства в течение последующих нескольких веков, при этом Хорезм является одним из главных центров формирования всего туркменского народа:
«Территория Древнего Хорезма со столицей в Кёнеургенче может быть отнесена к одному из центров становления туркменского этноса. В домонгольское время предки туркмен составляли основной этнический пласт этого региона».
Туркменская династия Хорезмшахов-ануштегенидов из огузо-туркменского племени бегдили, основанная Ануш-Тегином, правила в Хорезме в XI—XIII вв, при этом туркмены составляли основный этнический пласт Хорезма вплоть до второй половины XIX века.

С конца XI века идёт постепенное освобождение Хорезмшахской империи от сельджукского протектората и присоединение новых земель. Правитель Хорезма Кутб ад-Дин Мухаммед I в 1097 году принимает древний титул хорезмшаха. После него на престол взошёл его сын Абу Музаффар Ала ад-дин Атсыз (1127—1156). Его сын Тадж ад-Дин Ил-Арслан в 1157 году полностью освобождает Хорезмшахскую империю от сельджукской опеки.
При хорезмшахе Ала ад-Дин Текеше (1172—1200) государство превращается в огромную империю, в состав которой входила Персия и Центральная Азия. В 1194 году войско хорезмшаха разбивают войско последнего иранского сельджукида Тогрул-бека и утверждают суверенитет Хорезма над Ираном; в 1195 году багдадский халиф Насир терпит поражение в бою с армией Хорезмшаха и признает власть шаха Текеша над восточным Ираком. Успешные походы на восток, против каракитаев, отворяют шаху Текешу дорогу в Бухару. Сын Текеша Ала ад-Дин Мухаммед II в 1200—1220 годах завершает дело отца. Он отнимает у каракитаев Самарканд и Отрар, простирает свою власть на далёкую область Газны на юге Афганистана, подчиняет западный Иран и Азербайджан.

## Монгольское нашествие в Туркменистан
В начале 1219 территория современного Туркменистана, входившая в состав Хорезмшахской империи, подверглась опустошительному монгольскому нашествию. Города Мерв и Кёнеургенч были превращены в руины, при это погибло большое количество мирного населения.

### Убийство жителей Мерва
В 1220 году был захвачен самый крупный город Хорасана — Мерв. Историк Ибн аль-Асир приводит следующие сведения:
«Тогда Тулуй [сын Чингиз-хана] сел на золотое сиденье и приказал привести тех воинов, которых он захватил. Их привели и казнили, а люди смотрели на них и плакали. Что касается простого народа, то неверные поделили между собой мужчин, женщин и детей и их имущество. Из-за [ужасных] криков, рыданий и стонов, [этот день был подобен грядущему дню страшного суда, о котором сказано:] „И это — день, который увидят!“. Они схватили богатых, избивали их и всячески истязали, домогаясь денег. Возможно, что кто-то из них умер от жестокого избиения, [хотя] у него не осталось ничего, чем он смог бы откупиться».

Также Ибн аль-Асир писал:  «Затем неверные сожгли город, сожгли гробницу султана Синджара и разрыли его могилу, разыскивая деньги. Всё это происходило в течение трёх дней. На четвёртый день Тулуй [сын Чингиз-хана] приказал перебить всех жителей города Мерв, заявив: 
«Эти не повиновались нам!» И всех их убили. Он приказал сосчитать убитых, и тех оказалось около 700 тысяч. «Поистине, мы принадлежим Аллаху, и к нему мы возвращаемся!»...» 

### Штурм Кёнеургенча и мужество суфия Кубра
Дальше Самарканда Чингисхан не пошёл, а отправил Толуя с 70-тысячной армией на покорение Хорасана, а в начале 1221 года 50-тысячная армия Джучи, Чагатая и Угэдэя подступила к столице Хорезмшахской империи — городу Кёнеургенч. После семимесячной осады монгольские захватчики взяли его, разгромили, а жителей увели в плен. Как писал историк Рашид-ад-дин, 
"Монголы сражались жестоко и брали квартал за кварталом и дворец за дворцом, сносили их и сжигали, пока в течение семи дней не взяли таким способом весь город целиком. [Тогда] они выгнали в степь сразу всех людей, отделили от них около ста тысяч ремесленников и послали [их] в восточные страны. Молодых женщин и детей же угнали в полон, а остаток людей разделили между воинами, чтобы те их перебили. Утверждают, что на каждого монгола пришлось двадцать четыре человека, количество же ратников [монголов] было больше пятидесяти тысяч. Короче говоря, всех перебили и войско [монголов] занялось потоком и разграблением. Разом разрушили остатки домов и кварталов.
Чингисхан услышал о шейхе шейхов, полюсе полюсов Наджм-ад-дине Кубра, и он послал ему сказать:
«Я предам Хорезм избиению и грабежу. Тому святому своего времени нужно покинуть среду хорезмийцев и присоединиться к нам!». Шейх, в ответ сказал: «Вот уже семьдесят лет, как я довольствуюсь и переношу горечь и сладость судьбы в Хорезме с этим народом. Теперь, когда [наступила] пора нисшествия бед, если я убегу и покину его, это будет далёким от пути благородства и великодушия!». Наджм ад-дин Кубра погиб во время штурма города Кенеургенч.
Kак писал Джувейни: 
«Жители города (Кенеургенч), укрепились в улицах и кварталах; на каждой улице они начинали бои, и около каждого прохода устраивали заграждения. Войско [монгольское] сосудами с нефтью сжигало их дома и кварталы и стрелами и ядрами сшивало людей друг с другом». Когда город был захвачен, уцелевших жителей выгнали в поле. Отделили и увели в рабство ремесленников (по Джувейни, более 100 тыс.), а также молодых женщин и детей, а прочих жителей разделили между воинами, причём, по Джувейни, на долю каждого воина пришлось по 24 человека, и всех перебили «топорами, кирками, саблями, булавами». После этого монгольские захватчики открыли плотины, вода Амударьи хлынула и затопила весь город Кенеургенч, так что и спрятавшиеся в разных укрытиях люди погибли, и «из жителей ни один не уцелел».

### Монгольское военное вторжение в Нису и другие города
Толуй (младший сын Чингисхана) вместе со своим войском вошёл в провинцию Хорасан и взял штурмом Нессу, после чего появился перед крепостными стенами Мерва. Под Мервом были использованы пленники почти из всех городов, ранее захваченных монголами. Воспользовавшись изменой жителей города, монголы захватили Мерв, и в свойственной им манере разграбили и сожгли город в апреле 1221 года.

Из Мерва монгольские захватчики во главе с Толуем отправились в персидский город Нишапур. Четыре дня его жители сражались на стенах и улицах города. Город был взят, и, за исключением четырёхсот ремесленников, оставленных в живых и отправленных в Монголию, остальные мужчины, женщины и дети были зверски убиты. Рашид-ад-дин пишет:
«В ту весну, как Чингисхан осаждал Талукан, царевичи Джучи, Чагатай и Угедей находились на взятии Хорезма. 
Толуй вышел по дороге Тимур-Кахалка (дорога из Нахшеба в Термез) он назначил войска правого и левого крыла, а сам шёл в центре через Меручак, Баг и Башур, взял всю ту страну, взял Мерв, оттуда до Нишапура все зависимые области и округа, как-то: Серахс, Абиверд, Неса, Языр, Тус, Джаджарм, Джувейн, Бейхак, Хаф, Шейган и Зерабад, причём каждое из тех местечек есть большой город — все (эти города и поселения) он покорил, взял также город Нишапур и в конце весны упомянутого года взял и забрал все те города и страны»

## Эпоха Тимуридов (XIV—XV вв.)
Территория Туркменистана превращается в периферию соседних государств: монголо-персидского государства Хулагуидов (XIII—XIV вв.) и Золотой Орды. Новый подъём начинается при Тимуридах (XIV—XVI вв.).
Город Анау был возрождён в эпоху Тимуридов и в конце XIV—XV вв. жизнь в городе была на подъёме. В 1446—1457 годах в честь шейха Джелал-ад-дунья-ва-д-дина была построена грандиозная мечеть Сейида Джемал ад-Дина (Дом красоты). Согласно надписям на портале мечеть"Дом красоты" построил на свои средства Мухаммед в  1455—1456 году в память своего отца Джелал-ад-дунья-ва-д-дина. Галина Пугаченкова убедительно отождествляет имя Мухаммеда, названного в тексте на мечети, с Мухаммедом Худайдотом, погребенный отец которого Джемаледдин был уроженцем Анау. Мухаммед Худайдот был визирем султана Абу-л-Касима Бабура, правителя Хорасана (1446—1457 гг.), чьё имя названо в крупной надписе на портале
Комплекс мечети уникально сочетал в себе мечеть, айван над могилой шейха, ханаку с залом для суфийских религиозных собраний, медресе и худжры для паломников. Мечеть Анау была разрушена катастрофическим Ашхабадским землетрясением в 1948 году. Культовый ансамбль сохраняет большое значение в истории культуры и архитектуры Туркменистана. Ансамбль составляли четыре сооружения: мечеть, которая представляет собой большой купольный зал, надгробие перед ней и два больших корпуса с высокими купольными залами, фланкировавших парадный двор.
Наибольшую ценность и художественное своеобразие имела превосходная полихромная керамическая декорация портала мечети в Анау: орнаментальная кирпичная выкладка с майоликовыми вставками, геометрический орнамент и мозаичный пространный арабский текст. Над аркой были великолепные изображения двух обращенных головами друг к другу драконов-аджарха. Их желтые тела извивались на тёмно-синем мозаичном фоне с мелким растительным орнаментом (цветами яблони), который начинался от оскаленной пасти фантастических существ. Изображение драконов на фасаде не имеет аналогий в декорации архитектурных памятников Средней Азии. Исчерпывающего объяснения происхождению этого сюжета в декоре мечети Анау до сих пор не найдено, несмотря на то, что изображения драконов уходят в глубокую историю среднеазиатского искусства.

Позже территория Туркменистана вошла в состав Бухарского и Хивинского ханства. В этот период свободные туркмены вернулись к родо-племенному строю. Особого развития достигло ковроделие.
- Минарет Кутлуг Тимура
- Мозаичное украшение на куполе мавзолея Тюрабек-ханым
- Мавзолей Наджм ад-Дин аль-Кубра
- Портал перед мавзолеем Наджм ад-Дин аль-Кубра

## Территории Туркменистана в XVI—XIX вв.
В 1654 году часть туркмен с полуострова Мангышлак переселилась сначала на север в астраханские степи, а затем под натиском калмыков мигрировала на Северный Кавказ (Трухмены). Другая часть Мангышлакских туркмен в это время мигрировала на юг, где сформировала многочисленный и влиятельный клан текинцев. Третья часть мангышлакских туркмен двинулась к Амударье и образовала племя эрсари. К началу XVII века туркмены населяли всю территорию современного Туркменистана.
В XVI—XVII веках, северотуркменский город Вазир был столицей Западнохорезмского удельного княжества. В начале XVI века, Хорезм был захвачен правителем Бухары, чингизидом Мухаммедом Шейбани. Когда войска Шейбани были разгромлены Сефевидами, Хорезм вошел в состав этого государства. Однако, жители северо-западного Хорезма, прежде всего г. Вазир, были недовольны правлением иранцев. В 1511 году они пригласили другого чингизида, Абуль-Мансура Ильбарса, вместе с братом из Дешт-и-Кипчака, и провозгласили Ильбарса ханом Хорезма в г. Вазир, который на короткий период стал столицей всего Хорезмского государства (Хивинского ханства). Абуль-Мансур Ильбарс основал династию ханов Хорезма Арабшахидов, правившей в Хорезме до второй половины XVIII в. Также в г. Вазир на престол вступали другие ханы этой династии: Султан Хаджи-хан и Хаджи Мухаммад-хан..
Постепенное восстановление разрушенной монгольским нашествием и погромами Тамерлана ирригационной сети южного и среднего Хорезма, способствовало сокращению количества воды, питающей канал Дарьялык, по которму вода поступала во все северные районы Туркменистана. Резкий недостаток воды стали испытывать все районы, снабжавшиеся Дарьялыком, включая города Кёнеургенч, Вазир и другие, и в XVII в. все эти города пришли в глубокий упадок. Одновременно, политический центр Хорезма переходит в Хиву, а хорезмский хан Абульгази переселяет остатки населения Вазира и Кёнеургенча в южный Хорезм, где строится новый город - Янги Ургенч. Таким образом, во второй половине XVII в. завершается процесс запустения северо-западных районов Туркменистана.
В XVIII в. территория западного и северного Туркменистана и части северо-западного Узбекистана в районе Аральского моря именовалась как Туркомания на карте шведского географа и картографа Ф.И. фон Страленбрега.
Первый хорезмский хан из кунградской династии Мухаммед Эмин (1763-1790), а также последующие ханы Хорезма (Хивы), опирались на туркменские войска для борьбы с сепаратистскими действиями региональных хорезмских феодалов и племенных вождей. Туркмены помогали Кунгратским ханам в утверждении их власти, разгроме узбекской родовой аристократии и создании централизованного государства в Хорезме. Одновременно, хорезмские ханы начали проводить масштабные ирригационные работы в западных и северо-западных областях Хорезма (современный Туркменистан), населенных, в основном, туркменами. В XIX в. туркмены составляли наиболее боеспособную часть хорезмского войска, а в некоторых походах хивинских ханов, его войско состояло исключительно из туркмен.
Во время русско-персидской войны 1804—1813 годов российские дипломаты заключили союз с рядом туркменских племен против Персии. Туркменские племена не подчинялись ни Персии, ни Хивинскому ханству. Через туркменские земли пролегали торговые пути, но туркмены занимались не только скотоводством, но и разбойничьими набегами (аламанами) для увода скота, женщин и рабов, главным образом из Персии. Выведенное из терпения персидское правительство решилось, раз навсегда, покончить с туркменами Мервcкого оазиса, разорив его окончательно, и с этою целью в 1860 году к Мерву было послано персидское войско численностью 12 000 человек пехоты, 10 000 человек кавалерии при 33-х орудиях. Но в сентябре 1861 года туркмены-текинцы разбили это войско. При этом персы потеряли все обозы, пушки и оружие попали в руки туркмен. Они взяли в плен столько персов, что стоимость рабов сильно упала.

## Период вхождения в состав Российской империи
В 1869 на побережье Каспийского моря был основан первый русский форт Красноводск.
В 1879 году туркменам-текинцам удалось отразить российское вторжение, но в 1880—1881 туркменские земли были окончательно присоединены к России в результате Ахалтекинской экспедиции под руководством генерала Михаила Скобелева.

Русский военный учёный Г. А. Леер сказал о Скобелеве, что «ахалтекинская экспедиция определила его как полководца».

Состояние войск, их тактика и вооружение во время экспедиции. Если сравнить состояние наших войск, тактику и вооружение в период скобелевской экспедиции с такими же показателями у противников, то, конечно, мы превосходили их во всем весьма значительно. Это и давало возможность одерживать победы в Средней Азии со сравнительно небольшим числом войск. — Ахалтекинская экспедиция 1880—1881 гг.
Последним пал оазис Геок-Тепе. В качестве опорной крепости был построен Ашхабад, а страна была переименована в Закаспийскую область. В 1885 году (Бой на Кушке) русские владения сомкнулись на востоке с британскими, определив современную туркмено-афганскую границу. В российский период в Туркменистане была проложена Среднеазиатская железная дорога. Основу экономики региона составляло скотоводство и хлопководство, однако началась эксплуатация и нефтяных ресурсов. Так в 1876 фирма братьев Альфреда и Людвига Нобелей пробурили на западе Туркменистана первые нефтяные скважины. Местное население оставалось сельским, а в городах селились русские переселенцы (см. также Список русских переселенческих посёлков в Туркменистане).
В 1879 состоялась первая Ахалтекинская экспедиция. В войне за Геок-Тепе Ахалтекинская армия победила русских. Командующим русской армии был генерал Ломакин. После его поражения царь отправил генерала Скобелева во вторую Ахалтекинскую экспедицию. В 1881 году Геок-Тепе пал в неравном бою. У Ахалтекинцев из оружия были только мечи, в то время, как русские были крайне хорошо вооружены.

## Советский Туркменистан
Большевики имели некоторое влияние среди рабочих туркменских городов и поэтому попытка установления советской власти была предпринята синхронно центру, то есть уже в ноябре 1917 года, однако вскоре местные рабочие подняли антибольшевистское восстание. В результате на территории Туркменистана образовалась интернациональное коллаборационистское Закаспийское временное правительство, которое обратилось за помощью к Великобритании.
В 1920 Красная Армия заняла Красноводск. 7 августа 1921 основная часть территории будущего Туркменистана вошла в состав Туркестанской Автономной Советской Социалистической Республики как Туркменская область. 27 октября 1924 по национально-государственному размежеванию советских республик Средней Азии преобразована в Туркменскую Советскую Социалистическую Республику. Коммунисты передали землю подконтрольным советскому государству сельскохозяйственным кооперативам, которые занимались главным образом хлопководством. Развивалась нефтедобывающая промышленность. Проводилась борьба с неграмотностью при насаждении атеистической идеологии.
В ночь 6 октября 1948 в Ашхабаде произошло сильнейшее землетрясение, унёсшее жизни от 60 до 100 тыс. человек.
В 1954 году началось строительство Каракумского оросительного канала
В 1967 был введён в эксплуатацию газопровод «Средняя Азия — Центр», по которому туркменский газ пошёл в центральные районы России.

### Перестройка в Туркменистане
В декабре 1985 года первым секретарем Компартии Туркменской ССР стал Сапармурат Ниязов, но существенных перемен, присущих перестройке, в республике долгое время не было по ряду причин. Например, когда 1 мая 1989 года в Ашхабаде и Небит-Даге прошли массовые беспорядки, вылившиеся в погромы принадлежавших армянам торговых точек, Ниязов опасаясь дальнейших событий усилил Компартию и стал подавлять любые альтернативные общественные объединения. Более того в июле 1988 года Президиум Верховного совета республики запретил в Туркменистане митинги и шествия. Первое общественное туркменское объединение «Агзыбирлик» было зарегистрировано только 1 сентября 1989 года, но уже 15 января 1990 года было запрещено властями республики. Таким образом Ниязов не стал завоёвывать популярность на антисоветских и антирусских настроениях. В октябре 1990 Верховный Совет Туркменской ССР учредил пост президента республики. Создание ГКЧП не вызвало в Ашхабаде почти никакой реакции — лишь 21 августа 1991 года С. Ниязов признал решения Комитета незаконными на территории республики. После ГКЧП Коммунистическая партия Туркменской ССР продолжала действовать легально и только после референдума о независимости республики, состоявшегося 26 октября 1991 года, самораспустилась.

## Эпоха Туркменбаши (1991—2006)
После развала СССР Туркменистан обрел независимость, в стране установился авторитарный режим Сапармурата Ниязова (бывшего первого секретаря компартии Туркменской ССР), получившего в 22 октября 1993 году официальный титул Туркменбаши.
В 1994—1995 в стране рассматривался вопрос о преобразовании занимаемой Сапармуратом Ниязовым «Туркменбаши» высшей должности президента в шаха и объявлении Туркменистаном шахством. Из названия государства «Республика Туркменистан» было исключено слово Республика, и официальным названием страны стало «Туркменистан». Однако на совещании старейшин, прошедшем в 1994 в Балканском велаяте, эта идея не была единодушно поддержана старейшинами, представлявшими несколько кланов Туркменистана ( и др.). В связи с этим, а также в бо́льшей мере учитывая высказанное в ходе негласных консультаций отрицательное отношение к этой идее руководств соседних Ирана, Узбекистана, России, и учитывая натянутые отношения Ниязова с возможным наследником сыном Мурадом, Ниязов шахом объявлен не был. Позже, в декабре 1999 года, Сапармурат Ниязов был объявлен пожизненным президентом.
Культ личности Туркменбаши включал возведение памятников и мечети Туркменбаши Рухы, переименование улиц, а также горных вершин и даже целого города (Красноводск стал Туркменбашы). Оппозиция и свободный интернет были запрещены, была введены цензура, «железный занавес» и слежка за гражданами и иностранцами. В ноябре 2002 года в Ашхабаде на жизнь Ниязова якобы было совершено покушение: кортеж президента якобы был обстрелян из грузовика. В результате инцидента никто не пострадал. Туркменбаши назвал организаторами покушения бывших высокопоставленных туркменских чиновников: министра иностранных дел Бориса Шихмурадова и министра сельского хозяйства Имамберды Ыклымова. В связи с этим событием было арестовано более 200 человек.
Вместо советской идеологии населению на всех уровнях в обязательном порядке навязывалась «главная книга туркменского народа» написанная якобы самим Туркменбаши — «Рухнама» («Философско-историческое исследование духовности туркменского народа» 2001—2004). В книге излагаются наказы и заветов настоящим и грядущим поколениям страны, приближённой по статусу к Корану. В политической, общественной, экономической и бытовой жизни населения было введено множество нововведений вплоть до абсурдных. Вместе с тем, благодаря экспорту природного газа и некоторым мерам социальной поддержки, Туркменистану удалось сохранить умеренно высокий уровень жизни.

## Современность
Вопреки прогнозированию населением и некоторыми аналитиками наступления системного кризиса в Туркменистане в случае внезапной смерти Туркменбаши, после оказавшейся быстрой и неожиданной для туркменского народа смерти Ниязова 21 декабря 2006 года смена политической власти прошла внешне мирно, сколько-либо очевидного кризиса не случилось. Однако, предусмотренные конституцией исполнение обязанностей президента председателем парламента-Меджлиса (против занимавшего эту должность Овезгельды Атаев было возбуждено уголовное дело) не состоялось. Решением совета безопасности Туркменистана временным главой страны стал вице-премьер, министр здравоохранения Гурбангулы Бердымухамедов, который затем был избран вторым президентом Туркменистана на выборах 11 февраля 2007 года. В стране было отменено большинство нововведений Туркменбаши, и во многом упразднён культ его личности, авторитарный режим был в некоторой мере либерализован, и проведены прочие реформы.
12 февраля 2012 год состоялись четвёртые президентские выборы. Гурбангулы Бердымухамедов избран на второй срок, с результатом 96,70 %.
21 августа 2012 года создана вторая партия — Партия промышленников и предпринимателей. До этого в стране существовала однопартийная система.
На пятых президентских выборах в 2017 году Гурбангулы Бердымухамедов был избран на третий срок, набрав 97,69 % голосов.
12 марта 2022 года состоялись шестые выборы президента. Действующий президент Гурбангулы Бердымухамедов объявил, что не будет в них участвовать, так как «должен дать дорогу молодым». Победу на выборах одержал его сын Сердар Бердымухамедов набрав 72,97 % голосов.

## Список премьер-министров Туркменистана
1. Кайгисыз Сердарович Атабаев февраль 1925—1937
2. Аитбай Худайбергенов август 1937 — октябрь 1945
3. Сухан Бабаев 1945—1951
4. Балыш Овезов 1951—1958
5. Джума Дурды Караев январь 1958 — январь 1959
6. Балыш Овезов январь 1959 — июнь 1960
7. Абды Анналиев июнь 1960—1963
8. Мухамедназар Гапуров март 1963 — декабрь 1969
9. Ораз Назарович Оразмухамедов декабрь 1969 — декабрь 1975
10. Баллы Язкулиев 1975—1978
11. Чары Союнович Каррыев декабрь 1978—1985
12. Сапармурат Атаевич Ниязов март — декабрь 1985
13. Аннамурад Ходжамурадов декабрь 1985 — ноябрь 1989
14. Хан Ахмедов ноябрь 1989 — ноябрь 1991
15. Сапармурат Атаевич Ниязов ноябрь 1991 — июнь 1992 (пост упразднён)